# Primula beesiana
Primula beesiana es una especie de plantas de la familia de las primuláceas. Crece en estado silvestre en China.

## Descripción
Los tallos de Primula beesiana alcanzan los 50-60 cm de altura y florece a fines de primavera o comienzos de verano. Prefieren pleno sol o sombra parcial, y viven un largo tiempo. Las flores son fragantes, de color rojo y requieren de riego continuo.

## Taxonomía
Primula beesiana fue descrita por George Forrest y publicado en The Gardeners' Chronicle, ser. 3 50: 242. 1911.
Etimología
Ver: Primula
beesiana: epíteto
Sinonimia
- Primula burmanica Balf.f. & Kingdon Ward;
- Primula leucantha Balf.f. & Forrest[2][3]